# Dúnedain
En el universo ficticio de J. R. R. Tolkien, los dúnedain (en sindarin, «hombres del oeste»; singular: dúnadan) son una subraza de hombres. Son los descendientes de los edain, las tres casas de los amigos de los elfos, que durante la Primera Edad los ayudaron en sus guerras contra Morgoth.
Los dúnedain eran superiores a los demás hombres en nobleza de espíritu, a pesar de que todavía eran mortales y corruptibles, pero podían vivir una vida más larga que los hombres normales de la Tierra Media. Eran hombres altos, de cabello oscuro y ojos azul grisáceo. Los dúnedain del norte eran de piel más pálida que sus parientes de Gondor.

## Historia

### En Númenor
A inicios de la Segunda Edad del Sol, los valar los recompensaron, proporcionándoles una tierra donde vivir, lejos de la Tierra Media y cerca de las Tierras Imperecederas del Oeste: la isla de Númenor. De modo que navegaron hasta allí, guiados por la estrella de Eärendil, y se establecieron en esa tierra. Desde entonces se llamaron los dúnedain.
Una virtud que los distingue de hombres menores es la avanzada edad que logran alcanzar (hasta 250 años para un dúnadan de pura raza). Esto se notó sobre todo en la casa real de Númenor: su primer rey, Elros Tar-Minyatur, hijo de Eärendil el Medio Elfo, alcanzó los 500 años de vida. También en los señores de Andúnië, descendientes de la hija del rey numenóreano Tar-Elendil: esta princesa, a pesar de ser la primogénita, no podía ser reina debido a las leyes de Númenor; pero a cambio, su padre Tar-Elendil le entregó el título de Señora de Andúnië. Elendil y sus hijos Isildur y Anárion eran, por tanto, descendientes de Tar Elendil, y alcanzaron edades entre los 300 y 400 años.
Sin embargo, a causa del deseo de prolongar para siempre los placeres de la vida, empezaron a temer a la muerte y a querer prolongar sus vidas por cualquier medio. También empezaron a mirar con envidia a las costas inmortales, que aparecían en lontananza, y a cuestionar la prohibición de navegar allí y sobrepasar los límites de su propia beatitud. De modo que, con el pasar de los siglos, los reyes se volvieron más orgullosos y más reacios a abandonar la vida y ceder el cetro a sus herederos, aferrándose a ella hasta la senilidad y la locura. La mayoría del pueblo compartía los recelos de sus reyes y ya no fueron fieles a los Valar ni amigos de los Elfos. Así empezó el declive de los Dúnedain de Númenor.
Ar-Phârazon, último rey de Númenor, el más orgulloso y ambicioso, desafió el poder de Sauron en la Tierra Media y se lo llevó prisionero a Númenor. Sin embargo, esto era lo que Sauron en verdad deseaba, pues durante gran parte de la Segunda Edad los Númenóreanos habían estorbado en sus planes, ayudando a Gil-Galad y los Elfos en su contra, y ahora quería desaparecer el reino de los Dúnedain y acabar con ellos. Así, pronto se ganó al rey, aconsejándole conquistar Aman y la inmortalidad, pues "era su derecho" como descendiente de Eärendil. Ar-Pharazôn, ante la proximidad de la muerte, cedió y preparó una flota. Pero al llegar los hombres a Aman, Ilúvatar dispuso el Cambio del Mundo y el retiro de las Tierras Imperecederas de los círculos del mundo. Númenor sucumbió bajo las aguas y la mayoría de los Dúnedain fallecieron en el cataclismo. Solo un resto de fieles, los Elendili (amigos de los Elfos) se salvó navegando a la Tierra Media, liderados por Elendil y sus hijos, Isildur y Anárion.
Al final de la Segunda Edad, este resto de Dúnedain, ya asentados en la Tierra Media, en sus recién fundados reinos de Arnor y Gondor, se enfrentaron a Sauron, que había logrado volver del mar. Se aliaron nuevamente con los Elfos en la Última Alianza y derrotaron al Señor Oscuro, al quitarle Isildur su Anillo.

### En la Tierra Media
Durante la Tercera Edad del mundo, la suerte de los dos reinos de dúnedain fue dispareja:
- Al norte, en el reino de Arnor, tras la Guerra de la Última Alianza, el prolongado Sitio de Barad-dûr y la masacre y muerte de Isildur en los Campos Gladios; los lugares construidos antaño como Annúminas, Fornost y Amon Sûl no pudieron ser mantenidos y poco a poco decayeron. Con el paso de los siglos, los Dúnedain de Arnor fueron reduciéndose en número y poder, a lo cual también contribuyó el constante enfrentamiento contra las fuerzas de Angmar bajo el mando del Rey Brujo. Arnor se dividió en pequeños reinos: Arthedain, Cardolan y Rhudaur; que fueron cayendo uno por uno ante el Rey Brujo de Angmar. Cuando murió Arvedui, el último rey, su hijo Aranarth se convirtió en el primer Capitán de los Dúnedain del Norte. Desde entonces, los Dúnedain supervivientes perdieron todo señorío y realeza en el Norte, y se convirtieron en un pueblo errante. Solo en Rivendel se sabía la verdad sobre el alto linaje de estos nómadas misteriosos conocidos como "los Montaraces", que eran en realidad los guardianes secretos de Eriador.

- En el sur, el reino de Gondor prosperó durante varios siglos, recordando incluso la antigua gloria de Númenor. Pero sus reyes fueron cayendo en el mismo error de sus antepasados, aferrándose a los placeres de la vida y pensando más en el pasado que en el futuro y en su descendencia. Tenían cada vez menos hijos. Sufrieron varias calamidades: una peste traída por un viento oscuro desde Mordor; la invasión de los Aurigas (terribles guerreros de las tierras del Este); y la Lucha entre Parientes, que supuso grandes y dolorosas pérdidas y en la que se derramó la mejor sangre de Gondor. A causa de esto, los reyes vieron su sangre mezclada con la de hombres menores, como los señores de Rhovanion. Poco a poco se fue perdiendo la sangre númenóreana pura en Gondor, y en la época de la Guerra del Anillo ya casi no quedaba, salvo en raras excepciones, como Denethor II y sus hijos.

Hubo un tiempo en que los reyes de Gondor y Arthedain tomaron contacto después de una separación demasiado larga, pues por fin comprendieron que un cierto poder y una cierta voluntad estaba dirigiendo los ataques sobre todos los Dúnedain supervivientes de Númenor. Acordaron una alianza, pero las disensiones sobre la sucesión de la corona en Gondor (que había quedado sin heredero) los dividieron, pues Arvedui argumentaba su derecho a ella ya que su esposa (y madre de su hijo), Fíriel, era la única hija del rey gondoriano Ondoher que sobrevivió a la batalla del Campamento, teniendo que elegirse a su pariente lejano Eärnil II. Luego de eso, solo habría reyes en ambos reinos durante una generación más: con Arvedui en el Norte y con Eärnur en el Sur se acabarían los reyes de los Dúnedain en la Tierra Media, hasta pasado mucho tiempo.
Luego de esto, en el Norte solo los Montaraces representaban este antiguo linaje, pero a pesar de su reducido número, su sangre nunca se mezcló con la de otros hombres (solo se casaban entre ellos), y la línea de los herederos de Isildur nunca se quebró. En Gondor había ocurrido lo contrario: la población era numerosa, pero la sangre númenóreana era muy difícil de encontrar, y la línea de los reyes había seguido senderos tortuosos hasta desaparecer.
Durante la Guerra del Anillo descubrimos que de los Dúnedain del Norte, capitaneados por Aragorn, quedaban apenas un puñado de hombres, pero hombres valientes y sin tacha, que, a decir de Théoden de Rohan, valían tanto como un ejército. Tomando el nombre de Compañía Gris marchan al sur liderados por Halbarad, primo de Aragorn, para ayudar a su señor en su última guerra. Se unen a él en Rohan, lo acompañan por los Senderos de los Muertos y a través de Gondor, bajo la oscuridad creciente de Mordor. Pelean en la batalla de Pelargir y en la Batalla de los Campos del Pelennor, y finalmente acompañan a Aragorn para desafiar al Señor Oscuro ante la Puerta Negra de Mordor. Luego de la derrota definitiva de Sauron, ayudan a Aragorn a consumar la victoria.
Se dice en "El Señor de los Anillos" que la gloria de los Dúnedain fue renovada tras tomar posesión Aragorn, como legítimo (y único) heredero de Elendil, de los Reinos de Arnor y Gondor. Aragorn, por su parte, renovó la dignidad de los reyes de antaño al entregar voluntariamente la vida al final de sus días.